# Баґінсберґ
Баґінсберґ — німецька колонія у Коломиї (1818—1940). Виникла на так званому станіславськім передмістю (тепер вул. Б. Хмельницького, О. Пушкіна, Б. Лепкого, частково С. Петлюри), на ґрунтах колишньої монастирської юрисдикції Мечиківка (Менчиківка), що півколом тягнулася від Воскресинців до П'ядик.

## Походження поселенців
На початку 19 століття З/4 її належало Маріанні Кунегунді з Швейковських — Баґінській, а 1/4 — Анатолієві і Станіславові Баґінським. У 1818 М. Баґінська спровадила німецьких колоністів з Бріґідау (Стрийщина на Львівщині, Йозефсберґу (Дрогобиччина на Львівщині) й Уґартсталь (Сівка-Калуська Калущина на Івано-Франківщині).
На її наділі поселилося 17 сімей:
- Марії Ашенбренер
- Ванеля Барімапа
- Антона Бауера
- Ґеорґа Ґерштеля
- Ґеорґа Дайля
- Марґарети Кальман
- Йогана Кифпера
- Лоренца Кікеля
- Ґеорґа Леснера
- Йозефа Легнера
- Йогапа Лераха
- Ґеорґа Ліпомґеиа
- Венцеля Міллера
- Йозефа Ріксля
- Йогана Стецсля
- Якуба Шафґайера
- Франца Штрауба.

Тоді родини Родини Бахман, Франца Гоф Міллера і Франца Цаппе осіли на землях Станіслава і Сюзанни Баґінських.
Новозаснована колонія стала називатися Мечиківкою. Згодом вона зміцнилася за рахунок колоністів, які прибули з Ландестреу (Зелений Яр (Калуський район))(Калущина на Івано-Франківщині).
Предки тих колоністів походили з Вюртемберґа, Гессена і Палитинату — земель Німеччини.

## Історія

### Заснування
1818 М. Баґінська уклала з цими колоністами угоду, згідно з якою кожна родина отримувала по 10 морґів землі на постійне використання. Кожен колоніст повинен був відпрацювати щороку на панщині 14 днів, сплачувати податки натурою і грошима. Куратор громади (голова) отримав у безкоштовне користування землею, а вчитель — 4 морґи землі, їх також звільняли від сплати чиншу та панщини. Так і виникла німецька колонія Баґінсберґ, названа на честь Баґінських і в перекладі ця назва означала «гори Баґінських» чи «верхи Баґінських».
20 червня 1833 і 20 березня 1836 до угоди Баґінських з німецькими колоністами долучилися Антон і Станіслав Баґінські, котрі додатковим завірянням погодилися надати кожній німецькій родині по 10 морґів землі, а колоністи зі свого боку повинні були відпрацювати на панщині 7 днів пішо, 7 днів тяглом щороку, а також давати по 2 курки і 13 яєць.
Поселенцям у державних – колишніх клерикальних та польських королівських і поміщицьких володіннях – була гарантована державна допомога у будівництві будинків та в устаткуванні промислових виробництв. Для рільництва була обіцяна відповідна орна земля, селянський житловий будинок, стайня, сарай, комора, а також звільнення від фінансових та натуральних податків протягом десяти років і шести – від панщини. Зокрема, для німецьких колоністів панщина була замінена певним строком відробітку на користь австрійської держави або фінансовим еквівалентом. Так, в 1871 р. відробіток в колоніях становив – в Полівцях 83 дні/рік, згодом цю межу зменшили до 25 днів, а в колонії Багінберґ вона становила – 40 днів.
По скасуванні панщини Баґінсберґ підпорядкували міській громаді Коломиї.

### Розвиток релігії
У 1869 протестантська — лютеранська — громада Баґінсберґа дістала статус самостійної релігійної громади, яка охоплювала й інших коломийських протестантів, які до того часу належали до протестантської громади міста Чернівців.
Свій молитовний дім баґінсберці звели 1871, перший душпастор — Кароль Крцал з Моравії, у Баґінсберґу служив протягом 5 років, за нього баґінсберці звели славний цегляно-кам'яний, покритий цинковою бляхою молитовний будинок (1873—1875). На цей лютеранський храм німці з Пруссії надіслали 10 000 талерів або 16 000 золотих австрійських ринських. Частково пожертвувала кошти й громада і 25 жовтня 1875 молитовний будинок на Баґінсберґу був посвячений і відкритий.
У 1877 пастором став працювати Фридерік Шасдель з Липника в Західній Галичині і тоді ж за його керівництва звели новий парафіяльний пасторський будинок на місці старого, якого роз'їв грибок.
До лютеранської парафії в Баґінсберґу належали й протестанти Августдорфу, Константинівки, Мікульсдорфу, Нойдорфу, Сітауперівки та Бредгайму.
У 1890 баґінсберзька парафія налічувала 1000 вірних. Мала свій окремий цвинтар на теперішній вул. Довгій. У 1890 тут почала діяти пошта, яка обслуговувала 70 родин колоністів.

### Початок 20 століття
1900 Баґінсберґ нараховував 167 дворів з 1245 душами, а 1922 — 680 жителів.
У Баґінсберґу засновано одну з перших кооперативних кас серед німецьких колоній Галичини (1903). Її очолювали Філіп Коль (голова), Філіп Шмалснберґ (заступник), касир — Віктор Наґрганґ. У 1928 ця каса Рафайзена мала 130 клієнтів-баґінсберців.
28 квітня 1908 в Баґінсберґу засновано первинний осередок німецького «Союзу німців-християн Галичини», керівний склад: Якоб Баннмунк, Р. Бреґфоґель, Йоган Дресслер, Валентин Дірн, Філіп Коль, Якоб Лівенберґ, Філіп Шефер, Філіп Шмаленберґ і С. Шпанієр. У 1911 тут зав'язали «Німецький дім».

### Перша світова війна
Активне життя баґінсберців перервала Перша світова війна. 15 вересня 1915 російські козаки ввірвалися до німецької колонії, вигнали мешканців з хатів і підпалили їх. Зі 110 будинків уціліло 17, а також молитовний будинок та «Німецький дім». Залишившись без даху над головою, баґінсберці спочатку подалися до Ворохти, а відтак розбрелися по німецьких колоніях Львівщини: відомо, що 1916 деякі діти з Баґінсберґа влилися до бригідауської німецької громади на Львівщині.

### Польський період
По закінченні війни більшість баґінсберців повернулася назад і взялася активно відбудувати Баґінсберґ. Відродження тривало щонайменше 3 роки, 1922 вже відновилося суспільно-політичне й освітнє життя. У 1922 вони зібрали у фонд Ґермана Фріче 15 тисяч польських марок, відновив роботу первинний осередок «Спілки німців-християн Галичини», запрацював «Німецький дім».
У грудні 1922 молодь Баґінсберґа поставила виставу під назвою «Мир», в основі якої був епізод з тридцятирічної війни в Європі (1618—1648). Клієнтів стала обслуговувати каса Рафайзена.
3 травня 1923 відбулося урочисте відзначення Дня польської конституції 1791 року. На святі виступив пастор Макс Вайдауер (помер 31 березня 1937), який зробив багато доброго для громади.

### Занепад колонії
У січні 1940 всі німецькі колоністи Коломиї виїхали до Німеччини. Школу їхню використали як пересильний пункт для репресованих осіб в часи СРСР (1940-ві), згодом — під автошколу. «Німецький дім» згорів, у молитовному будинку в радянські часи був склад льону, згодом склад підприємства «Коломиясільмаш», від 1997 — церква УГКЦ святого Миколая на вулиці Симона Петлюри.
З житлових будівель зберігся будинок — вілла Шмаленберґів, які були добрими стоматологами.

## Господартство і побут

### Господарство
Німецьким колоністам дісталася багниста місцевість. Осушивши її, баґінсберці стали займатися переважно хліборобством. Господарство їхнє було зразковим. Заможніші колоністи використовували і сільськогосподарську техніку, і міндобрива. Займалися і тваринництвом, їхня худоба була добре доглянута, а на крайових виставках домашніх тварин баґінсберзькі конярі не раз отримували премії за зразково утримуваних коней. У вільний від сільського господарства час чоловіче населення Баґінсберґ фірманило: перевозили з Коломиї до Косова туристів.

### Побут
Свої будинки будували по обидва боки шляху. Були вони світлими, дерев'яними, довгими, покритими соломою. Житло складалося з сіней, кухні і двох кімнат, завжди охайних. Стайні й стодоли містилися па певній віддалі позаду хати і завжди відповідали своєму призначенню. Згодом свої оселі зводили па мурованих фундаментах, з ґанками, а дах покривали ґонтами. Мали свій млин.

### Мова і відносини з українцями
У побуті між собою баґінсберці розмовляли швабським діалектом німецької мови і дотримувалися національних традицій. За свідченням очевидців-коломийців Івана Волошинського, Марти Волошинської-Коссак, Любові Баб'юк-Коссак, німецькі баґінсберці жили з українцями Коломиї у злагоді й дружбі.

## Сусідні села
- Уґартсталь (Сівка-Калуська)
- Зелений Яр (Калуський район)